# Vieux-Berquin
Vieux-Berquin är en kommun i departementet Nord i regionen Hauts-de-France i norra Frankrike. Kommunen ligger i kantonen Bailleul-Sud-Ouest som tillhör arrondissementet Dunkerque. År 2022 hade Vieux-Berquin 2 641 invånare.

## Befolkningsutveckling
Antalet invånare i kommunen Vieux-Berquin
| Referens: INSEE |